# 61 Ursae Majoris
Désignations
61 Ursae Majoris (en abrégé 61 UMa) est une étoile située à ∼ 31,2 a.l. (∼ 9,57 pc) de la Terre dans la constellation de la Grande Ourse. Il s'agit d'une des étoiles les plus proches du système solaire.
C'est une naine jaune-orange de la séquence principale et de type spectral G8 V. Sa taille est d'environ 81 % celle du Soleil et sa luminosité de 57 %.